# Josef Winkel
Josef Winkel (* 4. März 1875 in Köln; † 18. Dezember 1904 in Düsseldorf) war ein deutscher Landschafts-, Porträt-, Figuren- und Genremaler sowie Zeichner der Düsseldorfer Schule.

## Leben
Winkel war zunächst Privatschüler des Kirchenmalers Friedrich Stummel. Von 1899 bis 1901 studierte er Malerei an der Kunstakademie Düsseldorf. Dort waren Arthur Kampf und Eduard von Gebhardt seine Lehrer. Aufgrund seines Talents stand Winkel in der Gunst des Kunsthistorikers Paul Clemen, für den er im Zusammenhang einer kunsthistorischen Ausstellung im Jahr 1902 Aquarellzeichnungen anfertigte, die dieser 1905 in dem Tafelwerk Die Romanischen Wandmalereien der Rheinlande veröffentlichte. Der künstlerische Nachlass des im Alter von 29 Jahren in Düsseldorf verstorbenen Künstlers wurde 1905 im Kölnischen Kunstverein ausgestellt. Dieses Œuvre umfasste rund 90 Objekte, darunter viele nicht vollendete Ölgemälde und Skizzen, Aquarelle und Federzeichnungen, etwa die Bilder Der Lauscher, Die Hexe, Der Waldriese mit Pilzmännchen und Waldbruder. Als sein bedeutendstes Werk schätze man damals das Gemälde Der Totentanz ein.